# Triterpeny
Triterpeny – związki organiczne będące podgrupą terpenów. Są heksamerami izoprenu. 
Dotychczas opisano ponad 4000 triterpenów i triterpenoidów (ich pochodnych). Wśród triterpenów cyklicznych stwierdzono ponad 40 typów szkieletów węglowych. Większość roślinnych triterpenoidów pochodzi od eufolu i jego epimeru, tyrukalolu. Najbardziej znane triterpeny to: skwalen, lanosterol, cykloartenol i amiryny.